# Dioclea ucayalina
Dioclea ucayalina är en ärtväxtart som beskrevs av Hermann August Theodor Harms. Dioclea ucayalina ingår i släktet Dioclea och familjen ärtväxter. Inga underarter finns listade i Catalogue of Life.